# Antenne monopôle

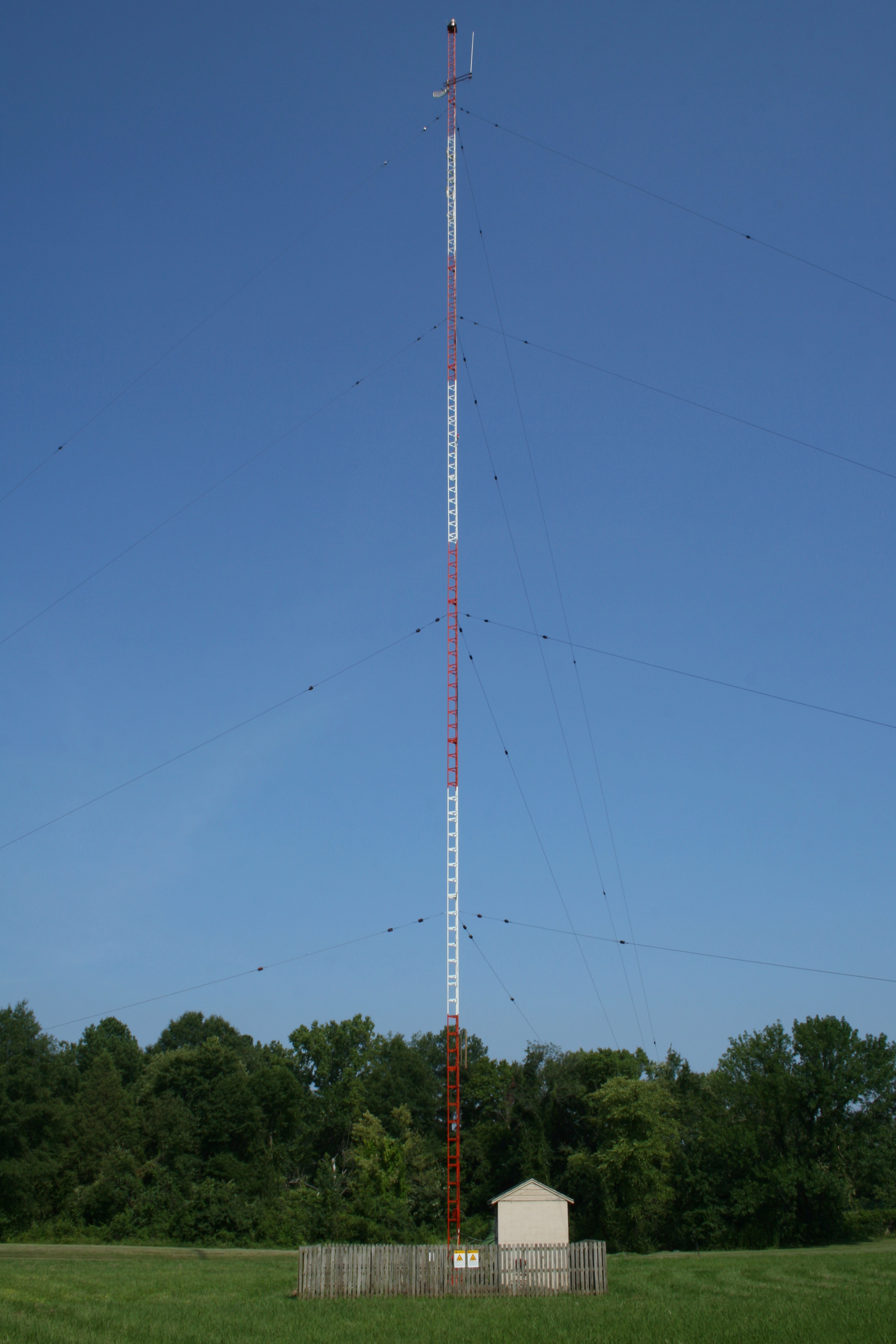
Une antenne monopôle typique à d'une station de radio AM à Chapel Hill (Caroline du Nord). Le mât lui-même est relié à l'émetteur et émet les ondes radio. Il est monté sur un isolateur en céramique pour l'isoler du sol. L'autre borne de l'émetteur est reliée à un système de mise à la terre constitué de câbles enterrés sous le terrain.

Une antenne monopôle ou antenne monopole ou antenne monobrin est une classe d'antenne radioélectrique constituée d'un conducteur droit en forme de tige, souvent monté perpendiculairement sur une surface conductrice, appelé plan de masse,,.
Le signal d'émission de l'émetteur radio est appliqué, ou pour les antennes de réception le signal de réception vers le récepteur, est pris entre l'extrémité inférieure du monopôle et le plan de masse. Un côté de la ligne d'alimentation de l'antenne est fixé à l'extrémité inférieure du monopôle, et l'autre côté est fixé au plan de masse, qui est souvent la Terre. Cela contraste avec une antenne dipôle qui consiste en deux tiges conductrices identiques, le signal de l'émetteur étant appliqué entre les deux moitiés de l'antenne.
L'antenne monopôle est souvent utilisé comme antenne résonante. Le brin conducteur fonctionne comme un résonateur ouvert pour les ondes radio et oscille avec des ondes stationnaires de tension et de courant sur sa longueur. La longueur de l'antenne est donc déterminée en fonction de la longueur d'onde des ondes radio souhaitées. Le modèle le plus courant est l'« antenne monopôle quart d'onde », dans lequel la longueur de l'antenne est approximativement égale à un quart de la longueur d'onde de la porteuse. Dans les antennes monopôles de radiodiffusion, une longueur, égale à 5/8 = 0,625× longueur d'onde, est également populaire parce qu'à cette longueur, un monopôle rayonne une quantité maximale de sa puissance dans les directions horizontales. L'antenne monopôle a été inventée en 1895 par un des pionniers de la radio Guglielmo Marconi ; c'est pourquoi elle est parfois appelée antenne Marconi,,.
L'impédance de charge du monopôle quart d'onde est la moitié de celle de l'antenne dipôle (75 ohms), soit 37,5 ohms.
Les types courants d'antennes monopôles sont les suivants :
- antenne fouet
- antenne ground plane
  - mât rayonnant
- antenne en caoutchouc (dite ''duck'') (en)
- antenne hélice axiale
- antenne long-fil (ou antenne en zigzag)
- antenne parapluie
- antenne en L inversé et antenne en T
- antenne monopole repliée (en) et antenne en F inversé (en)

## Histoire
L'antenne monopôle a été inventée en 1895 et brevetée en 1896 par le pionnier de la radio Guglielmo Marconi au cours de ses premières expériences historiques dans le domaine de la communication radio. Il a commencé par utiliser des antennes dipôles inventées par Heinrich Hertz, composées de deux fils horizontaux identiques se terminant par des plaques métalliques. Il a découvert par expérience que si, au lieu du dipôle, un côté de l'émetteur et du récepteur était relié à un fil suspendu au-dessus de la tête, et l'autre côté à la Terre, il pouvait transmettre sur de plus longues distances. Pour cette raison, l'antenne monopôle est également appelée antenne Marconi,,, bien que Alexandre Popov l'ait inventé indépendamment à peu près à la même époque,,,.

## Diagramme de rayonnement

Schéma montrant que l'antenne monopôle a le même diagramme de rayonnement sur un sol parfait qu'une antenne dipôle en espace libre avec deux fois la tension.

Diagramme de rayonnement vertical d'antennes monopôles idéales sur un sol parfait et infini. La distance de la ligne par rapport à l'origine à un angle d'élévation donné est proportionnelle à la densité de puissance rayonnée à cet angle.

Comme une antenne dipôle suspendue verticalement, une antenne monopôle possède un diagramme de rayonnement omnidirectionnel : elle rayonne avec la même puissance dans toutes les directions azimutales perpendiculaires à l'antenne. La puissance rayonnée varie en fonction de l'angle d'élévation (ou site), le rayonnement tombant à zéro au zénith sur l'axe de l'antenne. Elle émet des ondes radio en polarisation verticale. Étant donné que les dipôles demi-onde verticaux doivent avoir leur centre surélevé d'au moins un quart d'onde au-dessus du sol, alors que les monopôles doivent être montés directement sur le sol, les diagrammes de rayonnement des monopôles sont plus fortement affectés par la résistance de la terre, et le diagramme de rayonnement avec l'élévation diffère intrinsèquement.
Un monopôle peut être visualisé (à droite) comme étant formé en remplaçant la moitié inférieure d'une antenne dipôle verticale (c) par un plan conducteur (plan de masse) perpendiculaire à la moitié restante. Si le plan de masse est suffisamment grand, les ondes radio de la moitié supérieure restante du dipôle (a) réfléchies par le plan de masse sembleront provenir d'une antenne image (b) formant la moitié manquante du dipôle, qui s'ajoute au rayonnement direct pour former un diagramme de rayonnement dipolaire. Ainsi, le diagramme d'un monopôle avec un plan de masse infini parfaitement conducteur est identique à la moitié supérieure du diagramme d'un dipôle.
Jusqu'à une longueur d'une demi-longueur d'onde ({\displaystyle {\tfrac {1}{2}}\lambda }), l'antenne présente un seul lobe avec un gain maximal dans les directions horizontales, perpendiculairement à l'axe de l'antenne. En dessous du quart de la longueur d'onde ({\displaystyle {\tfrac {1}{4}}\lambda }) de résonance, le diagramme de rayonnement est presque constant en fonction de la longueur. Au-dessus ({\displaystyle {\tfrac {1}{2}}\lambda }), le lobe s'aplatit, rayonnant plus de puissance dans les directions horizontales.
Au-delà d'une demi-longueur d'onde, le diagramme se divise en un lobe principal horizontal et un second lobe conique à un angle de 60° d'élévation vers le ciel. Cependant, le gain horizontal continue d'augmenter et atteint un maximum à une longueur d'onde de cinq huitièmes : {\displaystyle {\tfrac {5}{8}}\lambda =0,625\lambda } (il s'agit d'une approximation valable pour une antenne d'épaisseur typique, pour un monopôle infiniment mince le maximum se produit à {\displaystyle {\tfrac {2}{\pi \,}}\lambda =0,637\lambda }). Le maximum se produit à cette longueur parce que le rayonnement de phase opposée des deux lobes par interférence destructive et s'annule à des angles élevés, "comprimant" une plus grande partie de la puissance dans le lobe horizontal.
Un peu au-dessus de {\displaystyle {\tfrac {5}{8}}\lambda }, le lobe horizontal devient rapidement plus petit et le lobe à angle élevé devient plus grand, ce qui réduit la puissance rayonnée dans les directions horizontales et, par conséquent, le gain. Pour cette raison, peu d'antennes utilisent des longueurs supérieures à {\displaystyle {\tfrac {5}{8}}\lambda } ou 0,625× longueur d'onde. Lorsque l'antenne est plus longue, le diagramme se divise en plusieurs lobes, avec des zéros (directions de puissance rayonnée nulle) entre eux.
L'effet général des plans de masse électriquement petits, ainsi que des terres imparfaitement conductrices, est d'incliner la direction du rayonnement maximal vers des angles d'élévation plus élevés et de réduire le gain.
Le gain des antennes quart d'onde actuelles avec les systèmes terrestres typiques est de l'ordre de 2-3 dBi environ.

## Gain et impédance d'entrée

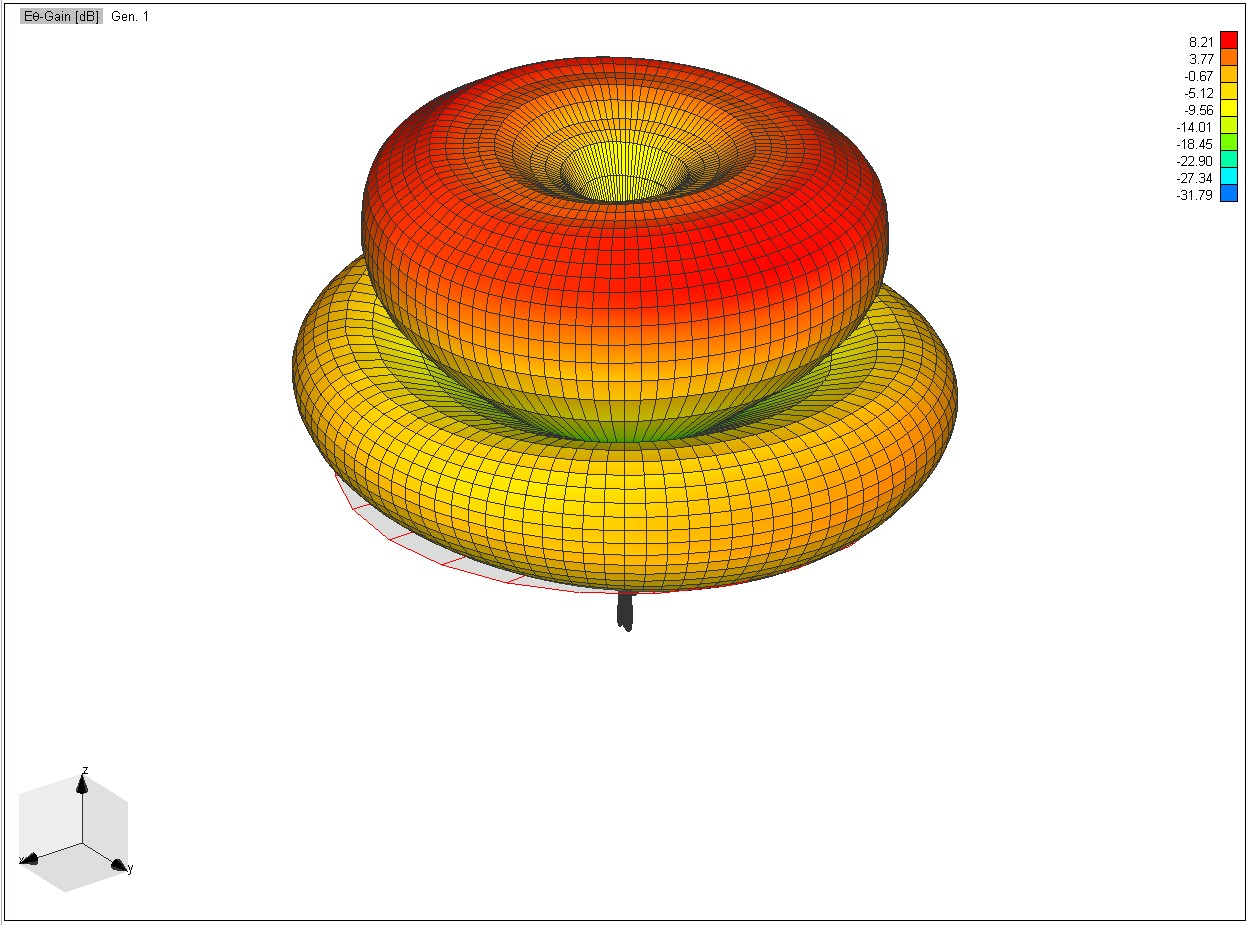
Diagramme de rayonnement avec un lobe secondaire d'une antenne de 3/2× longueur d'onde. Les antennes monopôles d'une longueur d'onde allant jusqu'à 1/2.λ présentent un seul "lobe", l'intensité du champ diminuant de façon monotone à partir d'un maximum dans la direction horizontale, mais les antennes monopôles plus longues présentent des diagrammes plus complexes avec plusieurs "lobes" coniques (maxima de rayonnement) dirigés à des angles vers le ciel.

Étant donné qu'elle rayonne uniquement dans l'espace situé au-dessus du plan de sol, soit la moitié de l'espace d'une antenne dipôle, une antenne monopôle située au-dessus d'un plan de sol infini parfaitement conducteur aura un gain deux fois supérieur (+3 dB) au gain d'une antenne dipôle similaire, et une résistance de rayonnement deux fois moins importante que celle d'un dipôle. Étant donné qu'un dipôle demi-onde a un gain de 2,19 dBi et une résistance au rayonnement de 73 ohms, un monopôle quart d'onde ( 1/ 4  λ ) aura un gain de  2,19 + 3,0 = 5.2 dBi et une résistance de rayonnement d'environ 36.5 ohms. L'antenne est résonante à cette longueur, donc son impédance d'entrée est purement résistive. L'impédance d'entrée a une réactance capacitive inférieure à  1/ 4  λ  et une réactance inductive de  1/ 4  à 1/ 2  λ.
Les gains indiqués dans cette section ne sont obtenus que si l'antenne est montée sur un plan de masse infini parfaitement conducteur. Avec des plans de sol artificiels typiques inférieurs à plusieurs longueurs d'onde, le gain sera inférieur de 1 à 3 dBi, parce qu'une partie de la puissance rayonnée horizontale se diffracte autour du bord du plan dans la moitié inférieure de l'espace, où elle se dissipe dans le sol. De même, sur une terre résistive, le gain sera plus faible en raison de la puissance absorbée par la terre.
Lorsque la longueur s'approche d'une demi-longueur d'onde (1/ 2  λ) - la prochaine longueur de résonance - le gain augmente un peu, jusqu'à 6,0 dBi. Étant donné qu'à cette longueur, l'antenne a un nœud de courant à son point d'alimentation, l'impédance d'entrée est très élevée. Une antenne hypothétique infiniment fine aurait une impédance infinie, mais pour l'épaisseur finie des monopôles typiques, elle est d'environ 800-2 000 ohms, mais gérable en l'alimentant par un transformateur élévateur substantiel.
Le gain horizontal continue d'augmenter jusqu'à un maximum d'environ 6,6 dBi à une longueur d'onde de cinq huitièmes  5/ 8 λ , c'est donc une longueur populaire pour les antennes à onde de sol (en) et les antennes de communication terrestres, pour les fréquences où une plus grande taille d'antenne est possible. L'impédance d'entrée tombe à environ 40 ohms à cette longueur. La réactance de l'antenne est capacitive de  1/ 2  à 3/ 4  λ. Cependant, au-delà de  5/ 8  λ , le gain horizontal chute rapidement car la puissance rayonnée à des angles d'élévation élevés dans le second lobe augmente progressivement.

## Types

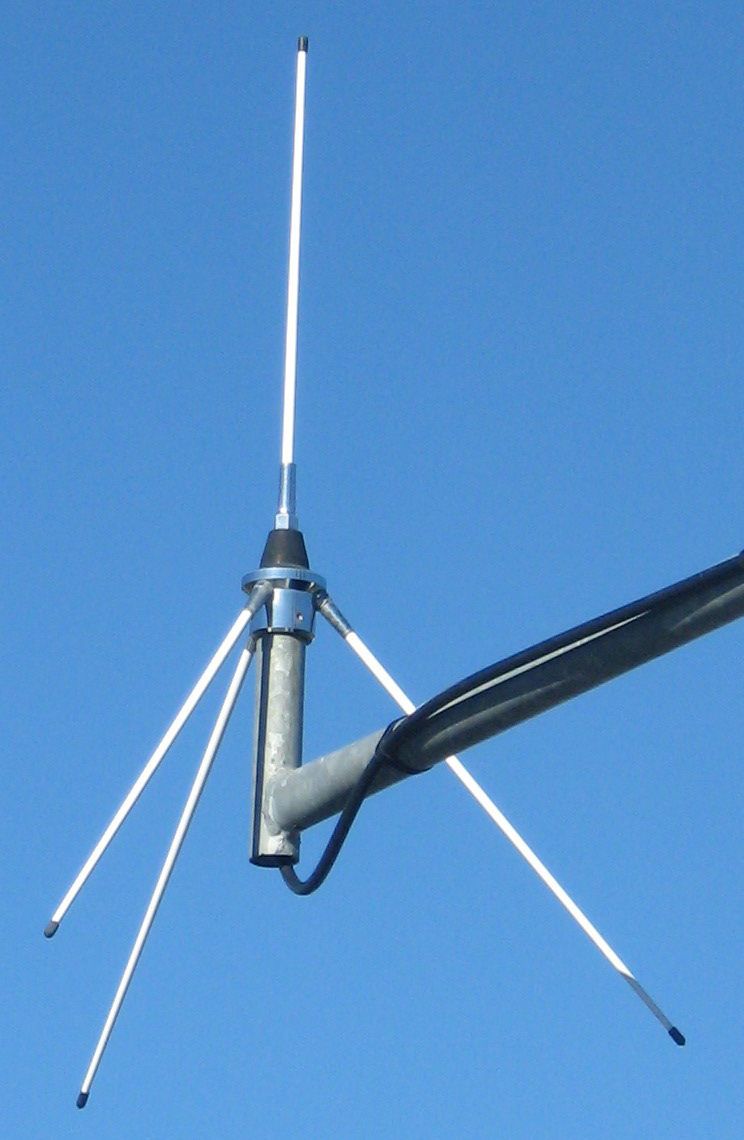
Antenne ground plane VHF, un type d'antenne monopole utilisé à haute fréquence. Les trois conducteurs projetés vers le bas constituent le plan de masse.

Pour les antennes monopoles fonctionnant à des fréquences plus basses, inférieures à 20 MHz, le plan de masse est généralement la terre ; dans ce cas, l'antenne est un mât haubané vertical monté au sol sur un isolant pour l'isoler électriquement du sol. Un côté de la ligne d'alimentation est connecté au mât et l'autre à une terre à la base de l'antenne. Dans les antennes d'émission, pour réduire la résistance à la terre, il s'agit souvent d'un réseau radial de fils enterrés s'étendant vers l'extérieur à partir d'une borne située près de la base de l'antenne. Cette conception est utilisée pour les antennes d'émission à mât rayonnant employées pour la radiodiffusion dans les bandes de fréquences moyennes et basses. Aux basses fréquences, le mât de l'antenne est électriquement court, ce qui lui confère une très faible résistance de rayonnement, de sorte que pour augmenter l'efficacité et la puissance rayonnée, on utilise des monopoles à charge capacitive tels que l'antenne en T et l'antenne parapluie.
Aux fréquences VHF et UHF, la taille du plan de masse nécessaire est plus petite, de sorte que des plans de masse artificiels sont utilisés pour permettre à l'antenne d'être montée au-dessus du sol.
Un modèle courant d'antenne monopôle à ces fréquences pour un montage sur des mâts ou des structures consiste en une antenne fouet quart d'onde avec un plan de masse constitué de 3 ou 4 fils ou tiges d'une longueur d'un quart d'onde rayonnant horizontalement ou en diagonale à partir de sa base connectée au côté terre de la ligne d'alimentation ; on l'appelle antenne ground plane. Aux fréquences gigahertz, la surface métallique du toit d'une voiture ou d'un train ou de la carrosserie d'un avion constitue un bon plan de masse, de sorte que les antennes de téléphone cellulaire consistent en de courts fouets montés sur le toit, et les antennes de communication des avions consistent souvent en un court conducteur dans un carénage aérodynamique dépassant du fuselage ; c'est ce qu'on appelle une antenne à pale.
Les antennes fouets quart d'onde et antennes canards en caoutchouc (en) utilisées avec les radios portatives telles que les talkie-walkie et les radio FM portables sont également des antennes monopoles. Dans ces appareils portables, l'antenne n'a pas de plan de masse effectif, le côté masse de l'émetteur est simplement relié à la connexion de masse sur sa carte de circuit imprimé. Étant donné que la masse du circuit imprimé est souvent plus petite que l'antenne, la combinaison de l'antenne et de la masse peut fonctionner davantage comme une antenne dipôle asymétrique que comme un monopôle. La main et le corps de la personne qui les tient peuvent servir de plan de masse rudimentaire.
Les appareils sans fil et les téléphones cellulaires utilisent une variante monopolaire appelée antenne en F inversé (en).
L'élément monopôle est plié parallèlement à la zone de masse sur le circuit imprimé, de sorte qu'il peut être enfermé dans le boîtier de l'appareil ; habituellement, l'antenne est fabriquée à partir d'une feuille de cuivre sur le circuit imprimé lui-même,.
Cette géométrie donnerait à l'antenne une impédance très faible si elle était alimentée à la base. Pour améliorer l'adaptation d'impédance avec le circuit d'alimentation (impédance typique de 50 ohm), l'antenne est alimentée en dérivation, la ligne d'alimentation est connectée à un point intermédiaire le long de l'élément, et l'extrémité de l'élément est mise à la terre.